# Aphrophora matsumurai
Aphrophora matsumurai is een halfvleugelig insect uit de familie Aphrophoridae. De wetenschappelijke naam van deze soort is voor het eerst geldig gepubliceerd in 1908 door Oshanin.